# Plethodontinae
Plethodontinae – podrodzina płazów ogoniastych z rodziny bezpłucnikowatych (Plethodontidae).

## Zasięg występowania
Podrodzina obejmuje gatunki występujące w Stanach Zjednoczonych, południowej Kanadzie, Europie Południowej oraz na Półwyspie Koreańskim.

## Systematyka

### Podział systematyczny
Do podrodziny należą następujące rodzaje:
- Aneides Baird, 1851
- Desmognathus Baird, 1850
- Ensatina Gray, 1850  – jedynym przedstawicielem jest Ensatina eschscholtzii Gray, 1850 – przewężnica[21]
- Hydromantes Gistel, 1848
- Karsenia Min, Yang, Bonett, Vieites, Brandon & Wake, 2005 – jedynym przedstawicielem jest Karsenia koreana Min, Yang, Bonett, Vieites, Brandon & Wake, 2005
- Phaeognathus Highton, 1961 – jedynym przedstawicielem jest Phaeognathus hubrichti Highton, 1961
- Plethodon Tschudi, 1838
- Speleomantes Dubois, 1984